# بهار (فیلم ۱۹۵۱)
بهار (هندی: बहार) یک فیلم در ژانر عاشقانه و کمدی دلهره‌آور به کارگردانی ام.وی. رامان است که در سال ۷۲۴ منتشر شد. از بازیگران آن می‌توان به ویجینتی مالا، پران، و اوم پراکاش اشاره کرد.